# Smilisca
Smilisca es un género de anfibios anuros de la familia Hylidae que se distribuyen desde el sur de Texas y Arizona (Estados Unidos), México, América Central y hasta el noroeste de Sudamérica.

## Especies
Se reconocen las siguientes:
- Smilisca baudinii (Duméril & Bibron, 1841)
- Smilisca cyanosticta (Smith, 1953)
- Smilisca dentata (Smith, 1957)
- Smilisca fodiens (Boulenger, 1882)
- Smilisca manisorum (Taylor, 1954)
- Smilisca phaeota (Cope, 1862)
- Smilisca puma (Cope, 1885)
- Smilisca sila Duellman & Trueb, 1966
- Smilisca sordida (Peters, 1863)